# オ・マンソク (1975年生の俳優)
オ・マンソク（1975年1月30日 - ）は、大韓民国の俳優。身長175cm、血液型B型。韓国芸術総合学校演劇院演技科卒業。
1999年、演劇『ファウスト』でデビューし、2000年韓国演劇協会が与える男性新人演技者賞を受賞。

## 出演作品

### ミュージカル
| タイトル         | 公演年度             | 役名等            |
| ---------------- | -------------------- | ----------------- |
| Oh!Happy Day     | 2002年               |                   |
| ヘドウィグ       | 2005年/2012年        | ヘドウィグ役      |
| ドリームガールズ | 2009年               |                   |
| 我が心のオルガン | 2008年/2010年/2011年 | カン･ドンス役     |
| 美女はつらいの   | 2011年               | ハン･サンジュン役 |

### 演劇
| タイトル                   | 公演年度                           |
| -------------------------- | ---------------------------------- |
| ファウスト                 | 1999年                             |
| 爾『イ』映画『王の男』原作 | 2000年,2001年,2003年,2006年,2010年 |
| かもめ                     | 2004年                             |

### テレビドラマ
太字は主演
| 年度   | タイトル                             | 役名             | 話数  | 備考(放送局等)       |
| ------ | ------------------------------------ | ---------------- | ----- | -------------------- |
| 2005年 | シンドン 〜高麗中興の功臣〜          | ウォンヒョン     | 61話  | MBC                  |
| 2006年 | 恋するハイエナ                       | チェ・ジンボム   | 16話  | tvN                  |
| 2006年 | ぶどう畑のあの男                     | チャン･テッキ    | 16話  | KBS2                 |
| 2007年 | 王と私                               | キム･チョソン    | 63話  | SBS                  |
| 2010年 | 南派トレーダー キム･チョルス氏の近況 | キム･チョルス    | 1話   | KBS2ドラマスペシャル |
| 2010年 | ロードナンバーワン                   |                  | 20話  | MBC                  |
| 2009年 | みんなでチャチャチャ                 | ハン･ジヌ        | 155話 | KBS1                 |
| 2011年 | 特別捜査隊MSS                        | ノ･チョルギ      | 4部作 | KBS2ドラマスペシャル |
| 2011年 | ペク・ドンス                         | 思悼世子         | 29話  | SBS                  |
| 2011年 | WHAT'S UP                            | ソン･ウヨン      | 20話  | MBN                  |
| 2012年 | 乱暴なロマンス                       | チン･ドンス      | 16話  | KBS2                 |
| 2012年 | 康哲本色                             | ノ･チョルギ      | 4部作 | KBS2ドラマスペシャル |
| 2013年 | 王（ワン）家の家族たち               | ホ・セダル       | 50話  | KBS2                 |
| 2016年 | 元カレは天才詐欺師 〜38師機動隊〜    | パク・トクペ     | 16話  |                      |
| 2018年 | ジャスティス-検法男女-               | ト・ジハン       | 22話  | MBS                  |
| 2019年 | 検法男女シーズン2                    | ト・ジハン       | 16話  | MBS                  |
| 2019年 | 愛の不時着                           | チョ・チョルガン | 16話  | tvN                  |
| 2020年 | こんにちは、ドラキュラ               | ジョンス         | 2話   | JTBC                 |
| 2021年 | 五月の青春                           | ファン・ギナム   | 12話  | KBS                  |
| 2023年 | コッソンビ熱愛史                     | チャン・テファ   | 18話  | SBS                  |

### 映画
- 2007年 俺たちの街 / ス-SOO-
- 2010年 あなたの初恋探します（原題:キム･ジョンウク探し）
- 2011年 カウントダウン
- 2017年 ブラザー
- 2018年 殺人小説
- 2020年 正直な候補
- 2022年 血は水よりも濃い

## 受賞歴
- 2000年 韓国演劇協会 男性新人演技者賞
- 2005年 第11回 韓国ミュージカル大賞 人気スター賞 / 主演男優賞
- 2006年 第12回 韓国ミュージカル大賞 人気スター賞
- 2006年 KBS演技大賞 新人男優賞 / 人気賞 / ベストカップル賞『ぶどう畑のあの男』
- 2007年 第13回 韓国ミュージカル大賞 人気スター賞
- 2007年 第1回 ザ･ミュージカルアワード 男性人気賞
- 2007年 SBS演技大賞 連続ドラマ部門 演技賞『王と私』
- 2009年 KBS演技大賞 優秀演技賞 日々ドラマ部門『みんなでチャチャチャ』